# Кульджа (уезд)
Уезд Кульджа (каз. قۇلجا اۋدانى, Құлжа ауданы уйг. غۇلجا ناھىيىسى‎, Ghulja Nahiyisi) или уезд Инин (кит. упр. 伊宁县, пиньинь Yīníng xiàn) — уезд в составе Или-Казахского автономного округа Синьцзян-Уйгурского автономного района КНР. Административный центр — посёлок Цзилиюйцзы.

## Географическое положение
К северу от уезда расположен Боро-Тала-Монгольский автономный округ, на западе уезд граничит с уездом Хочэн и городским уездом Кульджа, на юге — с уездом Токкузтара и Чапчал-Сибоским автономным уездом, на востоке — с уездом Нилки.

## История
В 1884 году цинское правительство создало провинцию Синьцзян, и с 1888 года территория вокруг Кульджи стала уездом Нинъюань (宁远县). После Синьхайской революции в 1914 году, чтобы устранить путаницу с названиями уездов в четырёх других провинциях, уезд Нинъюань был переименован в уезд Инин (伊宁县). В 1952 году из пяти районов уезда Инин был создан городской уезд Инин (город Кульджа).

## Административное деление
Уезд Кульджа делится на 3 посёлка, 14 волостей и 1 национальную волость.